# Herbert Horn (Schriftsteller)

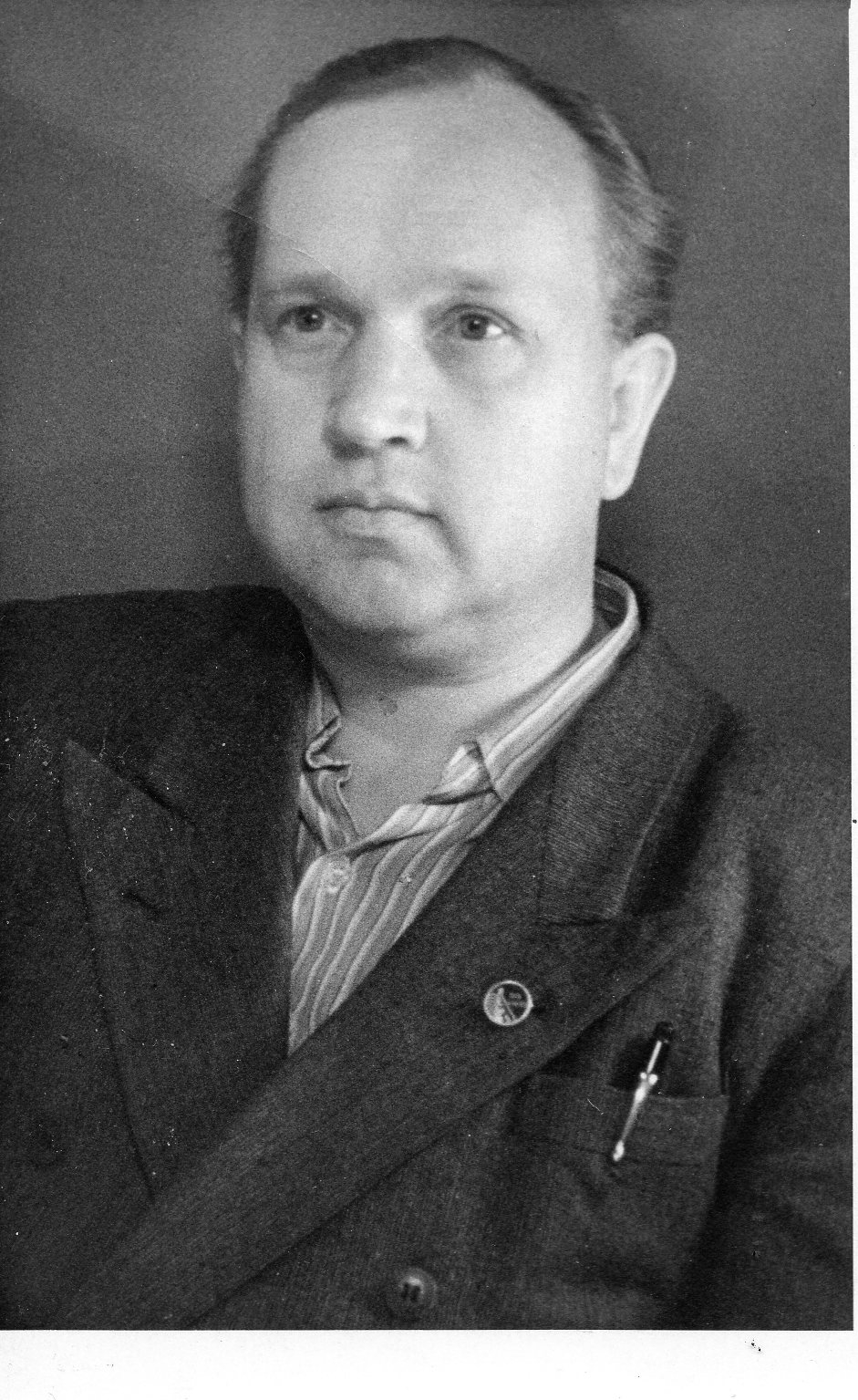
Herbert Horn

Herbert Horn (* 7. Mai 1904 in Berlin-Schöneberg; † 23. April 1974 in Berlin) war ein deutscher Bauarbeiter, Zeichner, Maler und Schriftsteller.

## Leben
Herbert Horn wurde in Berlin-Schöneberg geboren. Sein Vater war zu diesem Zeitpunkt Diener im Hause Siemens, die Mutter Wasch- und Aufwartefrau. Später arbeitete sein Vater als Bote in den Siemens-Werken, seine Mutter als Zeitungsverkäuferin. Horn besuchte von 1911 bis 1918 Gemeindeschulen bis zur 8. Klasse. In den Wirren der Nachkriegszeit konnte er eine angefangene Lehre nicht beenden. Er entdeckte sein Talent im Freihandzeichnen und nutzte es als Plakatmaler für Filmwerbung für die Firma Tempograph im Berliner Sportpalast und in der Deutschlandhalle. Nach Ende des Zweiten Weltkriegs verlor er in französischer Kriegsgefangenschaft ein Bein. 1947 kehrte er dann nach Berlin zurück. Horn war zweimal verheiratet und hatte drei Kinder aus beiden Ehen.

## Politische und schriftstellerische Aktivitäten
Horn sympathisierte mit der Arbeiterbewegung. Er trat in den Arbeitersportklub „Libertas“/Boxen ein und gestaltete Plakate für die KPD. Er wurde aktiver Antifaschist. Im Mai 1933 wurde er von SA-Männern abgeholt und ins Arbeitslager Salzfurth gebracht, wo er mit anderen Inhaftierten bei der Flussregulierung der Fuhne arbeiten musste. Während der Gefangenschaft war er an der Gründung einer „Antifa-Gruppe“ beteiligt. Außerhalb des Lagers wurde ihm in der Kooperative in Lens ein Atelier überlassen, wo er Porträts gefallener Kämpfer der französischen Résistance in Öl malte. 1946 wurde er dort angeschossen. Am französischen Nationalfeiertag 14. Juli 1947 kehrte er mit einer Prothese, die ihm die Franzosen gespendet hatten, nach Berlin zurück. In Berlin setzte er seine Tätigkeit als Porträtmaler fort.
Mit einer Anekdote, die er im Zusammenhang mit der Berliner Blockade für den Berliner Rundfunk verfasste, begann seine schriftstellerische und journalistische Laufbahn. Horn war Mitglied des Schriftstellerverbandes. Er gehörte keiner Partei an.

## Schriften (Auswahl)
Neben Romanen, Erzählungen, Hör- und Singspielen schrieb er u. a. Artikel für die „Weltbühne“; „Roland von Berlin“; „Frischer Wind“; „Feuilleton-Pressedienst“.
| Romane - „Die große Zeit des Otto Blümel“ (1959); - „Berlin W 33“ (1970) - Juhu – eine Wohnung!, Berlin Verlag Neues Leben, 1956 Erzählungen - „Die Wespen von Lens“ (1961) - „Ausbruch“ (1963) - „Klein, aber oho“ (1960) - „Das zweite Leben einer Maschine“ (1961) Laienspiele - „Das Kleeblatt“ (1951); - „Durch die Blume“ (1951); - „Paul im Glück“ (1953); - „Der doppelte Hexenschuss“ (1954) | Singspiele - „Die glückliche Stadt“ (1951 mit Forrest und Georg W. Pijet) - „Das leuchtende Ziel“ (1951 mit Forrest und Pijet) | Hörspiele - „Das Lied von Sosa“ (1950); - „Das Kleeblatt“ (1950); - „Die Maxfamilie“ (1950), - „Unsere Brücke“ (1951); - „Kamerad Vasile“ (1951); - „Der große Treck“ (1952); - „Soldat bis zum letzten Tag“ (1954); - „Der Gefangene vom Potsdamer Platz“ (1956) |

## Auszeichnungen
Herbert Horn wurde für sein Schaffen mit der „Theodor-Neubauer-Medaille in Bronze“ geehrt.